# Волошин Іван Митрофанович
Іван Митрофанович Волошин (11 листопада 1896 , Підгорівка, Старобільський повіт, Харківська губернія, Російська імперія  — 10 січня 1954 , Харків, Харківська область, Українська РСР, СРСР ) — український радянський партійний і державний діяч. Кандидат у члени ЦК КП(б)У (1949–1954). Член Центрального Виконавчого Комітету СРСР (у 1924–1925 роках). Депутат Верховної Ради СРСР 2–3-го скликань.

## Біографія
Народився 1896 року в бідній селянській родині в селі Підгорівка Старобільського повіту Харківської губернії, тепер Луганської області. Після закінчення початкової сільської школи працював у господарстві батька та на кустарних цегельних заводах.
З 1915 по 1918 рік служив у російській імператорській армії, учасник Першої світової війни. У квітні 1917 року був обраний головою ескадронного комітету.
У березні 1918 року повернувся на Старобільщину. Служив у Червоній армії, був бійцем, військовим керівником і агітатором. З 1919 року працював начальником Старобільського волосного військового комісаріату, брав участь у ліквідації антирадянських загонів.
Член РКП(б) з 1921 року.
З березня 1922 по 1926 рік — голова виконавчого комітету Старобільської районної ради, голова виконавчого комітету Білолуцької районної ради, голова виконавчого комітету Біловодської районної ради на Луганщині.
Потім перейшов на роботу в земельні органи. З 1926 по 1929 рік — завідувач Старобільського окружного земельного відділу.
З березня 1929 року навчався у Харківському сільськогосподарському інституті, обирався секретарем партійної організації інституту.
У 1932 році закінчив Харківський сільськогосподарський інститут, агроном-економіст.
З 1932 року — директор тресту приміських господарств Донецької області; уповноважений Комітету заготівель СРСР по Дворічанському районі Харківської області; голова виконавчого комітету Дворічанської районної ради депутатів трудящих Харківської області. 
З 1939 до 1941 року — завідувач Харківського обласного земельного відділу.
Під час німецько-радянської війни перебував у евакуації, працював начальником Челябінського обласного земельного відділу РРФСР.
У жовтні 1943 — березні 1944 року — в.о. голови виконавчого комітету Харківської обласної ради депутатів трудящих. У березні 1944 — січні 1954 року — голова виконавчого комітету Харківської обласної ради депутатів трудящих.

## Нагороди
- два ордени Леніна (28.08.1944, 23.01.1948)
- медаль